# Donna Donna
Donna Donna, auch Donna, donna (jiddisch דאָנאַ דאָנאַ Dona Dona) oder Dos Kelbl (דאָס קעלבל dos kelbl, deutsch ‚das Kälbchen‘), ist ein 1940 entstandenes Lied mit einer Melodie von Sholom Secunda und jiddischem Text von Aaron Zeitlin, der allerdings auch vielfach Jizchak Katzenelson zugeschrieben wird. Eine spätere englischsprachige Version wurde 1960 von Joan Baez und 1965 von Donovan popularisiert.

## Inhalt
Der Text handelt von einem Kälbchen, das auf einem Wagen (zur Schlachtbank) transportiert wird. Eine Schwalbe dreht Pirouetten am Himmel. Das Kalb schreit, und der Bauer antwortet: „Wer sagt denn, dass du ein Kalb sein sollst? Du hättest doch auch eine Schwalbe sein können.“ Das Lied endet mit dem Fazit, dass hilflose Kälber geschlachtet werden, aber wer Flügel hat, fliegt nach oben und ist niemandes Knecht. Das Stück spielt auf den Transport von Menschen in Konzentrationslager an.

## Geschichte
Das Lied wurde als Dana Dana in jiddischer Sprache für das Musical Esterke (1940–1941) von den jüdischen Künstlern Aaron Zeitlin (Text) und Sholom Secunda (Melodie) geschrieben. Die Worte „Donna Donna“ sollen nach Meinung einiger auf Hebräisch Donaj zurückgehen, Kurzform von Adonai, einer im Hebräischen üblichen Anrede von Gott. Sowohl aus sprachlichen (die damals übliche aschkenasische Aussprache war Adojnoj) als auch religiösen (die Anrufung Gottes in einem einfachen Lied war unüblich) Gründen ist diese Herleitung nicht plausibel.
Secunda schrieb Dana- für Orchester und die Variante Dana Dana für ein Vokalensemble. Der jiddische Text wurde in lateinischer Schrift verfasst. Die Anfangsmelodie bildete zugleich den Abschluss des Liedes. Die Rechte am Lied hatte ab 1940 die New Yorker Mills Music Inc. und in Deutschland der Belwin-Mills Musikverlag in Berlin.
Die erste Übersetzung ins Englische nahm Sholom Secunda selbst vor, sie verbreitete sich aber nicht. Erst die englische Bearbeitung von Sheldon Secunda (Sohn von Betty Secunda und Sholom Secunda) sowie Arthur Kevess und Teddi Schwartz unter dem Titel Donna Donna um 1956 wurde zum Erfolg. Der entscheidende Durchbruch des Liedes kam aber erst durch Aufführungen von Joan Baez 1960 sowie von Donovan 1965.
Das Lied wurde in eine Reihe von anderen Sprachen übersetzt, so etwa in Deutsch, Französisch, Japanisch, Hebräisch und Russisch. Es wurde von einer Vielzahl weiterer Interpreten wie etwa Nizza Thobi, Chava Alberstein, Esther Ofarim, Theodore Bikel, Zupfgeigenhansel, Karsten Troyke, Sumi Jo, Hélène Rollès im Duett mit Dorothée und Claude François aufgegriffen.
Das Lied Dos Kelbl wird seit 2017 jedes Jahr am 9. November beim Klang der Stolpersteine in vielen Stadtteilen von Jena zum Gedenken an die Novemberpogrome 1938 gemeinschaftlich und öffentlich gesungen und musiziert.

### Japan
In Japan wurde das Stück 1966 bekannt, als es von Yōko Kishi in der Fernsehsendung Minna no Uta bei NHK gesungen wurde. Seitdem taucht es in Liederbüchern für Schüler der Grund- bis Oberstufen auf.
Weitere Verbreitung erreichte es 1997, als es in der Anime-Fernsehserie Utena. Revolutionary Girl verwendet wurde. Von da aus ging es in den japanischen Sprachgebrauch in verschiedenen Slangs über, wo dona dona (japanisch ドナドナ) im Sinne von „zur Schlachtbank geführt werden“ verwendet wird, z. B. wenn man von der Polizei abgeführt wird oder wenn Unternehmen zum Schleuderpreis verkauft werden. Eisenbahnfans bezeichnen damit ausrangierte Waggons.